# مصطلح أبله

ملصق جمعية تحسين النسل (ثلاثينيات القرن العشرين) من أرشيف جمعية تحسين النسل بمكتبة ويلكوم.

تم استخدام مصطلح أبله (بالإنجليزية:  Feeble)‏ بشكل علمي في اللغة الإنكليزية في أواخر القرن التاسع عشر في بريطانيا العظمى وأوروبا والولايات المتحدة للإشارة إلى نوع معين من «القصور العقلي». وفي ذلك الوقت، كان «القصور العقلي» مصطلحًا جامعًا يشمل جميع درجات القصور التعليمي والاجتماعي. وفي إطار مفهوم «القصور العقلي»، وضع الباحثون تسلسلاً هرميًا، يبدأ من العته، عند النهاية الحادة من المقياس؛ إلى الحماقة، عند النقطة المتوسطة، ثم إلى «الضعف الذهني» عند أعلى نهاية في الأداء. ويُنظر إلى التصنيف الأخير باعتباره شكلاً من أشكال «القصور العقلي» الشديد.
يُنسب تطور نظام تصنيف «القصور العقلي» إلى السير تشارلز تريفيليان في عام 1876، وارتبط بظهور تحسين النسل. وقد استخدم المصطلح والتسلسل الهرمي بهذا المعنى في السابق لمدة لا تقل عن عشر سنوات. كما استخدمت مصطلحات «الحالات صعبة التصنيف» خارج التسلسل الهرمي المتبع للقصور العقلي، مثل المعتوه الموهوب، بوصفها دلالات على الذين يعانون اليوم من اضطرابات طيف التوحد.

## معلومات تاريخية
يرجع تاريخ أول استخدام مسجل لهذا المصطلح في اللغة الإنجليزية إلى عام 1534م، عندما ظهر في إحدى التراجم الإنجليزية الأولى للعهد الجديد. وقد تضمنت الرسالة الأولى إلى أهل تسالونيكي 5:14 وصية الكتاب المقدس بشأن «مواساة ضعاف العقول».
ويصف العدد الافتتاحي لمجلة التايمز اللندنية في نوفمبر عام 1834 الفترة الطويلة التي قضاها رئيس الوزراء السابق روبرت جنكنسون (لورد ليفربول) باعتباره «متحذلق الوزارة الأبله».

## التعريف
عرَّفت «الهيئة الملكية للحكومة البريطانية المعنية برعاية البلهاء ومراقبتهم» (1904 - 1908)، في تقريرها الصادر عام 1908 مصطلح الأبله على النحو التالي:
الأشخاص الذين قد يكونون قادرين على كسب لقمة العيش في ظل ظروف مواتية، ولكنهم لا يستطيعون بسبب «القصور العقلي»، المصاحب لهم منذ الولادة أو في سن مبكرة: (1) التنافس على قدم المساواة مع زملائهم العاديين، أو (2) الاعتناء بأنفسهم وشؤونهم بحكمة الأشخاص العاديين.
على الرغم من أن هذا التعريف يعد انتقاصًا من البلهاء، إلا أنه كان يعتبر في تلك الفترة، بجانب مصطلحات معتوه وأحمق وبليد، تصنيفًا دقيقًا للأمراض النفسية.
كان عالم النفس الأمريكي هنري إتش جودارد، الذي صاغ مصطلح بليد، مديرًا لمدرسة تدريب فاينلاند (والتي كانت في الأصل مدرسة تدريب فاينلاند للأطفال المتخلفين والبلهاء) في فاينلاند، نيو جيرسي. واشتهر جودارد بفرضيته القوية القائلة إن «البله» هو سمة وراثية، وأن السبب في ذلك يرجع على الأرجح إلى وجود جين متنحٍ واحد. وقد دق جودارد «نواقيس الخطر» فيما يتعلق بتحسين النسل في عمله الذي قام به عام 1912، عائلة كاليكاك: دراسة في وراثة البله (The Kallikak Family: A Study in the Heredity of Feeble-Mindedness)، حول الأشخاص الذين يحملون صفة متنحية على الرغم من مظهرهم الخارجي الطبيعي.
وفي النصف الأول من القرن العشرين، كان تشخيص «البله، في أي من درجاته» معيارًا مشتركًا للعديد من الدول مثل الولايات المتحدة، التي تبنت تحسين النسل كإجراء تقدمي، لطلب التعقيم الإجباري لمثل هؤلاء المرضى. وفي قضية باك ضد بيل (Buck v. Bell)، التي نظرت فيها المحكمة العليا للولايات المتحدة عام 1927م، أغلق القاضي أوليفر وندل هولمز القضية برأي الأغلبية البالغ 8-1 مع التمسك بتعقيم كاري باك، مرددًا عبارة «يكفي وجود ثلاثة أجيال من الحمقى». فقد تم تصنيف باك ووالدتها وابنتها بأنهن جميعًا بلهاء.

## التمثيل في وسائل الإعلام الأخرى
نشر جاك لندن قصته القصيرة التي تحمل عنوان "Told in the Drooling Ward" عام 1914، وفيها يصف السجناء «البلهاء» في مؤسسة كاليفورنيا. ويروي القصة من وجهة نظر من يطلق على نفسه بأنه «شديد البله». ويقع مركز كاليفورنيا لرعاية الأطفال البلهاء وتدريبهم، الذي يعرف حاليًا باسم مركز سونوما التنموي، بالقرب من مزرعة جاك لندن في جلين إلين بكاليفورنيا.

## وصلات خارجية
- Jack London, "Told In the Drooling Ward", online text, University of California at Berkeley